# Marschtelerbach
Der Marschtelerbach ist ein rechter Zufluss des Thalfanger Baches in der Gemeinde Thalfang in Rheinland-Pfalz, Deutschland. Die Länge beträgt 2,081 km, das Wassereinzugsgebiet hat eine Größe von 1,946 km², die Fließgewässerkennziffer ist 2676822.
Links des Marschtelerbaches liegt die Ortslage von Thalfang, rechts des Baches befindet sich ein Ferienpark.